# San Felipe (Guatemala)
San Felipe è un comune del Guatemala facente parte del Dipartimento di Retalhuleu.